# غاز وحشی (رمان)
غاز وحشی (ژاپنی: 雁 انگلیسی: The Wild Geese) رمانی‌ست کلاسیک ادبیات ژاپن، اثر موری اوگای که در ابتدا به صورت پاورقی سریالی از ۱۹۱۱ تا ۱۹۱۳ در ژاپن منتشر شد. روایت عشق برآورده‌نشده با پس‌زمینهٔ تغییرات اجتماعی و غربی‌شدن در ۱۸۸۰ توکیو با تغییر از دوران اِدو به مِیجی، با شخصیت‌هایی متنوع، از دانش‌آموزانی آمادهٔ زندگی روشن‌فکرانهٔ ممتاز تا عوامِ خادمشان و دو زنِ بسیار پرداخته با تصویر هم‌دلانهٔ معضلات و ناامیدی‌های زنان در ابتدای مدرن‌شدن ژاپن.
بر اساسش در ۱۹۵۳ فیلم ساختند.

## خلاصه
سوئزو رباخوار خسته از زندگی با زن نق‌نقویش تصمیم به گرفتن معشوق می‌گیرد. اُتاما تک‌فرزند بازرگانی بیوه برای تأمین پدر پیرِش، به اجبارِ فقر معشوق رباخوار می‌شود. وقتی اُتاما واقعیت را دربارهٔ سوئزو می‌فهمد احساس خیانت‌دیدن می‌کند و امیدوار به یافتن منجی با اُکادای دانشجوی پزشکی آشنا می‌شود که بدل به سوژهٔ مِیل و نماد نجاتش می‌شود.